# Fußball-Weltmeisterschaft 1958/Jugoslawien
Dieser Artikel behandelt die jugoslawische Fußballnationalmannschaft bei der Fußball-Weltmeisterschaft 1958.

## Qualifikation
| Griechenland | - | Jugoslawien  | 0:0 |
| Rumänien     | - | Jugoslawien  | 1:1 |
| Jugoslawien  | - | Griechenland | 4:1 |
| Jugoslawien  | - | Rumänien     | 2:0 |

## Jugoslawisches Aufgebot
| Nummer / Name | Nummer / Name        | Damaliger Verein        | Geburtstag | Länderspiele |
| Torhüter      | Torhüter             | Torhüter                | Torhüter   | Torhüter     |
| ------------- | -------------------- | ----------------------- | ---------- | ------------ |
| 1             | Vladimir Beara       | Roter Stern Belgrad     | 02.11.1928 |              |
| 2             | Srboljub Krivokuća   | Roter Stern Belgrad     | 14.03.1928 |              |
| 20            | Gordan Irović        | Dinamo Zagreb           | 02.07.1934 |              |
| Abwehr        |                      |                         |            |              |
| 3             | Vasilije Šijaković   | OFK Belgrad             | 02.08.1929 |              |
| 4             | Tomislav Crnković    | Dinamo Zagreb           | 17.06.1929 |              |
| 5             | Novak Tomić          | Roter Stern Belgrad     | 07.01.1936 |              |
| 8             | Dobrosav Krstić      | Vojvodina Novi Sad      | 05.02.1932 |              |
| 21            | Nikola Radović       | Roter Stern Belgrad     | 20.10.1932 |              |
| Mittelfeld    |                      |                         |            |              |
| 6             | Branko Zebec         | Partizan Belgrad        | 17.05.1929 |              |
| 9             | Vujadin Boškov       | Vojvodina Novi Sad      | 16.05.1931 |              |
| 10            | Ivan Šantek          | Dinamo Zagreb           | 23.04.1932 |              |
| 11            | Vladimir Popović     | Roter Stern Belgrad     | 17.03.1935 |              |
| Angriff       |                      |                         |            |              |
| 7             | Miloš Milutinović    | Partizan Belgrad        | 05.02.1933 |              |
| 12            | Aleksandar Petaković | FK Radnički Belgrad     | 06.08.1932 |              |
| 13            | Todor Veselinović    | Vojvodina Novi Sad      | 22.10.1930 |              |
| 14            | Milorad Milutinović  | Partizan Belgrad        | 05.02.1933 |              |
| 15            | Dragoslav Šekularac  | Roter Stern Belgrad     | 08.11.1937 |              |
| 16            | Ilijas Pašić         | FK Željezničar Sarajevo | 10.05.1934 |              |
| 17            | Zdravko Rajkov       | Vojvodina Novi Sad      | 05.12.1927 |              |
| 18            | Luka Lipošinović     | Dinamo Zagreb           | 12.05.1932 |              |
| 19            | Radivoje Ognjanović  | FK Radnički Belgrad     | 01.07.1933 |              |
| 22            | Dražan Jerković      | Dinamo Zagreb           | 06.08.1936 |              |
| Trainer       |                      |                         |            |              |
|               | Aleksandar Tirnanić  |                         | 15.07.1910 |              |

## Spiele der jugoslawischen Mannschaft

### Vorrunde
- Jugoslawien –  Schottland 1:1 (1:0)

Stadion: Arosvallen (Västerås)
Zuschauer: 9.500
Schiedsrichter: Wyssling (Schweiz)
Tore: 1:0 Petaković (6.), 1:1 Murray (49.)
- Jugoslawien –  Frankreich 3:2 (1:1)

Stadion: Arosvallen (Västerås)
Zuschauer: 12.000
Schiedsrichter: Griffiths (Wales)
Tore: 0:1 Fontaine (4.), 1:1 Petaković (16.), 2:1 Veselinović (63.), 2:2 Fontaine (85.), 3:2 Veselinović (88.)
- Paraguay –  Jugoslawien 3:3 (1:2)

Stadion: Tunavallen (Eskilstuna)
Zuschauer: 12.000
Schiedsrichter: Macko (Tschechoslowakei)
Tore: 0:1 Ognjanovic (18.), 1:1 Parodi (20.), 1:2 Veselinović (21.), 2:2 Agüero (52.), 2:3 Rajkov (73.), 3:3 Romero (80.)
In der Gruppe 2 gab es keinen Favoriten. Die negative Überraschung waren allerdings die Schotten. Gegen Jugoslawien reichte es noch zu einem 1:1, doch gegen Paraguay gab es ein sensationelles 2:3. Da es auch gegen die Franzosen eine 1:2-Niederlage setzte, schied man, auf dem vierten Platz landend, aus. Gruppensieger wurde Frankreich mit seinem WM-Torjäger Just Fontaine, der bei dieser WM den bis heute bestehenden Rekord von 13 Treffern aufstellte. Schon gegen Paraguay war er beim 7:3 (!) drei Mal erfolgreich. Selbst die zwei Treffer der Franzosen bei der 2:3-Niederlage gegen den späteren Gruppenzweiten, Jugoslawien, erzielte Fontaine. Das 3:3 gegen Paraguay reichte den Jugoslawen dann zum Weiterkommen, mit einem Punkt Vorsprung vor den Südamerikanern.

### Viertelfinale
| 20.000 | Malmö Stadion (Malmö) | BR Deutschland | Jugoslawien | Wyssling (Schweiz) | 1:0 (1:0) | 1:0 Rahn (12.) |

Wie 1954 mussten sich die Deutschen mit Jugoslawien messen. Wie vier Jahre zuvor wurde es ein Zitterspiel. Zwar war der amtierende Weltmeister nach zwölf Minuten durch den unnachahmlichen Helmut Rahn in Führung gegangen, doch den überwiegenden Teil der Begegnung spielten die Jugoslawen auf das von Herkenrath gehütete Tor der Deutschen, die sich in einer wahren Abwehrschlacht mit dem 1:0 durchsetzten.